# CT das radio
| CT das radio  | CT das radio                                                                                                  |
| ------------- | --- |
| Gründung      | November 1997                                                                                                 |
| Sendestart    | 10. November 1997, 17 Uhr                                                                                     |
| Slogan        | „das hörst du“                                                                                                |
| Sendezeit     | 24 Stunden täglich, Frühschicht 8–11 Uhr, Tagschicht 11–17 Uhr, Spätschicht 17–20 Uhr, Specials 20–22 Uhr     |
| Mitglieder    | ca. 130 (2013)                                                                                                |
| Vorstand      | Kassandra Widera (Vorsitz) Nils Lesniak (Finanzen) Finja Sahm (Technik)                                       |
| Chefredaktion | Ann-Kathrin Isenberg (Programm) Moritz Morsch (Personal) Jeremy Weischeid (Musik) Samantha Zielinska (Online) |
| Frequenzen    | 90,0 MHz [Antenne, UKW] Webradio                                                                              |
| Homepage      | CT das radio                                                                                                  |

CT das radio ist das Uniradio der vier Bochumer Hochschulen, also der Ruhr-Universität Bochum, der Hochschule Bochum, der Evangelischen Fachhochschule und der Technischen Fachhochschule. Es ist das älteste Campusradio in NRW und seit 1997 in Betrieb. CT das radio sendet vom Universitätsgebäude MA der Ruhr-Universität Bochum mit einer effektiven Strahlungsleistung von 300 Watt. Nicht nur in Bochum, sondern auch in umliegenden Städten (Herne, Witten, Hattingen, Recklinghausen, Herten, Dortmund und Castrop-Rauxel) ist es, abhängig von geografischen Gegebenheiten, teilweise möglich, den Sender zu empfangen. Die Sendefrequenz ist 90,0 MHz. Zusätzlich wird das Programm über einen Livestream im Internet verbreitet.

## Name
Nach Angaben des Senders steht c. t. für cum tempore, die akademische Viertelstunde, zu der fast alle Lehrveranstaltungen in Bochum und an anderen Universitäten beginnen. Als weitere Namensursprünge wurden die Bürgerfunksendung mit dem Titel Campusthema der Gründer (u. a. Andreas Scheidt) des Campusradios vermutet, sowie dass c. t. eine Abkürzung für Campus Total sei.

## Programm
CT das radio richtet sein Programm vorwiegend an Studierende der Bochumer Hochschulen und an Interessierte aus der Region. Das Tagesprogramm besteht aus zwei Magazinsendungen. Thematische Schwerpunkte in der Frühschicht (Montag bis Freitag 08.00 bis 11.00 Uhr) und in der Spätschicht (Montag bis Freitag 17.00 bis 20.00 Uhr) liegen auf Meldungen aus dem Hochschulbetrieb, Wissenschaft, Forschung, lokale Ereignisse und Musik. Feste Sendeelemente sind das Fresschen (Mensapläne der Hochschule), der Feierabend (Tipps für den Feierabend),  und  Neues aus Wissenschaft und Forschung. Stündlich werden zur Minute 30 etwa dreiminütige Nachrichten gesendet, die durch die Redaktion erstellt und produziert werden. Morgens wird das Nachrichtenangebot durch etwa einminütige Schlagzeilen zur vollen Stunde ergänzt. Im Anschluss an diese Meldungen folgen ein aktueller Wetterbericht und Informationen über die momentane Verkehrslage im Sendegebiet.
Ab 20.00 Uhr sendet CT das radio täglich wechselnde Spezialsendungen. 
Folgende Sendungen um das Thema Musik sind unter anderem Bestandteil des aktuellen Programmschemas:
This Is A Call (Musiksendung, Schwerpunkt Rockmusik), Melancholia (Musiksendung, Schwerpunkt EBM, Gothic, Dark-Wave), Rockaway Beach (Musikmagazin, Schwerpunkt Rockabilly/New Wave/Surf/Psychedelic/Punk), Metal Mania (Musiksendung, Schwerpunkt Metal, Hard-Rock), Erbgut (Musiksendung, Rückblick 80/90er) und die Musikhalde (Musiksendung mit wechselnden Oberthemen).
Des Weiteren gehören PowerUp (Gamingsendung), CineTastisch - Das Kinomagazin (Kinomagazin), FiCTiv - Love is on Air (Lifestylemagazin, Schwerpunkt Sex/LGBTQ+) und Tacheles (Talksendung mit Gästen und thematischen Schwerpunkt) zum Programm bei CT.
Samstagsabends gibt es mit dem Format Plattenteller in den Abendstunden elektronische Musik bei CT.
Neben dem Liveprogramm werden zu Tages- und Nachtzeiten automatisierte Musikstrecken gesendet.
CT das radio ist werbefrei, sendet jedoch eigene Programmhinweise und Promos in Form von Trailern sowie Sponsoring.